# Jardim Zoológico (stație de metrou din Lisabona)
Jardim Zoológico (în română Grădina Zoologică, denumită Sete Rios până în 1998) este o stație de pe linia albastră a metroului din Lisabona. Stația este situată sub piața Praça Marechal Humberto Delgado, cunoscută în vorbirea curentă ca „Sete Rios”, și permite accesul la Grădina Zoologică, la gara Sete Rios și la terminalul de autobuze (fostul PMO I) situat în apropierea pieței.

## Istoric
Stația „Jardim Zoológico” este una din cele 11 care aparțin rețelei originale a metroului din Lisabona și a fost inaugurată pe 29 decembrie 1959, sub numele de „Sete Rios”. Proiectul original al stației aparține biroului de arhitectură Falcão e Cunha, iar decorațiunile pictoriței Maria Keil.
Pe 25 iulie 1995 s-au încheiat ample lucrări de reabilitare și extindere a stației, după un proiect al arhitectului Benoliel de Carvalho și decorațiuni ale pictorului Júlio Resende. Lucrările au presupus prelungirea peroanelor și construirea unui nou hol de acces care permite și corespondența cu gara Sete Rios.

## Legături

### Autobuze orășenești

#### Carris
- Campo Grande (Metro) ⇄ Campo de Ourique (Prazeres)
- Alameda D. A. Henriques ⇄ Benfica - Al. Padre Álvaro Proença
- Sapadores ⇄ Pontinha Centro
- Av. José Malhoa ⇄ Moscavide Centro
- Marquês de Pombal ⇄ Estação Damaia
- Campo Pequeno ⇄ Alfragide
- Poço do Bispo ⇄ Sete Rios
- Cais do Sodré ⇄ Portas de Benfica
- Cidade Universitária ⇄ Quinta dos Alcoutins
- Sete Rios - Circulação via Bairro do Calhau / Serafina[7]

#### Aerobus
- Linha 2 Aeroport ⇄ Sete Rios[8]

### Feroviare

#### Comboios de Portugal
- Sintra ⇄ Lisabona-Oriente
- Sintra ⇄ Alverca
- Alcântara-Terra ⇄ Castanheira do Ribatejo
- Lisabona-Santa Apolónia ⇄ Leiria (Regional)
- Lisabona-Santa Apolónia ⇄ Caldas da Rainha (Regional)
- Lisabona-Santa Apolónia ⇄ Torres Vedras (Regional)
- Lisabona-Oriente ⇄ Évora (Intercity)
- Lisabona-Oriente ⇄ Faro (Intercity)[9]

#### Fertagus
- Setúbal ⇄ Roma-Areeiro
- Coina ⇄ Roma-Areeiro[10]